# Honovačka
Honovací stroj, hovorově honovačka je obráběcí stroj na jemné dokončovací práce. 

## Principy práce honovacích strojů
Cílem honování je snížit drsnost povrchu a zvýšit přesnost obráběné plochy, toho dosahuje především tvářením vrcholků nerovností podobně jako superfinišování. Honováním se nedá změnit ani korigovat nepřesnost v umístění díry. Používá se na vnitřní válcové plochy, kde kombinací nesynchronizovaných pohybů koná svou práci. Honování se provádí po broušení, velmi jemnými brusnými kameny upnutými v honovací hlavě. Honuje se při dokončovacích pracích na vodících plochách např. vedení křižáku u nezkráceného klikového mechanismu, jako úprava pracovních prostorů pístových strojů jako jsou hydraulické písty, čerpadla, kompresory a zejména válců spalovacích motorů.
Podle polohy vřeten se honovací stroje dělí na svislé a vodorovné, podle počtu vřeten na jednovřetenové a vícevřetenové.